# Deliver
Deliver (estilizado como *DELIVER* y anteriormente conocida como *Deliverind*) es una marca argentina de indumentaria urbana, especializada en ropa básica y funcional para el uso diario. Fue fundada en Buenos Aires y comercializa sus productos exclusivamente a través de su tienda online. Su propuesta se basa en ofrecer prendas urbanas de calidad, accesibles, con una estética simple, combinable y sin intermediarios.

## Historia
Deliver nació bajo el nombre Deliverind, fusión de los conceptos "delivery" e "indumentaria", con el objetivo de acercar ropa urbana de manera directa, sin tiendas físicas ni intermediarios, apostando a un modelo de venta 100% online desde sus inicios. A través de una estrategia comercial basada en precios accesibles, comunicación descontracturada y presencia digital activa, la marca logró captar rápidamente a un público joven, urbano y digitalizado.
Con el crecimiento sostenido de su comunidad y una evolución de su propuesta estética, la marca simplificó su nombre a Deliver. Esta transición marcó un nuevo enfoque visual y comercial: más minimalista, versátil y enfocado en básicos esenciales.

## Productos
Deliver se destaca por ofrecer **prendas lisas, sin estampas predominantes**, con un enfoque urbano y funcional. Su catálogo está centrado en básicos de uso diario, con una amplia variedad de colores y talles. Las categorías más representativas incluyen:
- Remeras (manga corta y larga)
- Buzos (con capucha y cuello redondo)
- Joggers
- Jeans
- Camperas
- Prendas de temporada (como conjuntos de frisa en invierno)
- Packs promocionales (por ejemplo: 3x1, 2x1, combos con regalo, etc.)

Los productos están confeccionados en telas como jersey, frisa, morley y otros tejidos de algodón, priorizando la comodidad, durabilidad y facilidad de reposición.

## Producción
Una de las características distintivas de Deliver es el control interno de gran parte de su proceso productivo. La marca gestiona áreas como:
- Desarrollo y diseño de producto
- Tizado y corte
- Coordinación con talleres textiles
- Control de calidad
- Gestión de inventario y stock
- Logística de armado y despacho

Esta integración permite una rotación ágil de productos, lanzamientos constantes y reposiciones adaptadas al comportamiento del consumidor. También facilita la trazabilidad de cada prenda, con foco en eficiencia y mejora continua de los procesos.

## Identidad de marca
Deliver construyó una identidad centrada en tres pilares:
- **Simplicidad**: prendas básicas, sin estridencias, pensadas para combinar y reutilizar.
- **Accesibilidad**: precios competitivos y promociones por volumen (packs).
- **Cercanía con el cliente**: tono de comunicación informal, directo y con fuerte carga humorística, especialmente visible en sus publicaciones en Instagram.

Además, la marca evita definirse como moda rápida o tradicional, posicionándose como una alternativa funcional, práctica y con estilo propio para un público entre 18 y 35 años, principalmente en el AMBA.

## Presencia digital
Deliver opera exclusivamente a través de su tienda online deliver.com.ar y no posee locales físicos. Su estrategia digital se apoya en contenido visual potente, fotografía realista y una comunicación constante vía redes sociales, donde destaca su cuenta de Instagram como principal canal de ventas, interacción y branding.
Allí combina publicaciones de producto, ofertas temporales, campañas institucionales e incluso memes que refuerzan la conexión con su audiencia y viralizan mensajes clave de la marca.

## Cultura y comunidad
Deliver no solo vende ropa, sino que construye una comunidad con sus seguidores. Mediante comentarios, encuestas, reacciones y contenidos compartibles, promueve la participación activa y genera un sentido de pertenencia. También integra el feedback recibido a través de redes en decisiones de stock, colores más solicitados o ajustes de producto.